# Tipula montana
Tipula montana är en tvåvingeart som beskrevs av Curtis 1834. Tipula montana ingår i släktet Tipula och familjen storharkrankar. Arten är reproducerande i Sverige.

## Underarter
Arten delas in i följande underarter:
- T. m. excisoides
- T. m. montana
- T. m. verberneae